# (5616) Vogtland
(5616) Vogtland (1987 ST10) – planetoida z grupy pasa głównego asteroid okrążająca Słońce w ciągu 4,28 lat w średniej odległości 2,63 j.a. Odkryta 29 września 1987 roku.